# Susumu Chiba
Pour les articles homonymes, voir Chiba (homonymie).
Susumu Chiba (千葉 進歩, Chiba Susumu) est un seiyū (doubleur) né le 13 septembre 1970.

## Prestations notables
- Cfadiss dans Crest of the Stars et Banner of the Stars
- Mitsuo Yamaki dans Digimon
- Isao Kondo dans Gintama
- Fujiwara no Sai Hikaru no go
- Arashi et Airman.exe dans MegaMan NT Warrior
- Bakunetsumaru dans SD Gundam Force
- Jetfire dans Transformers: Micron Legend
- Noisemaze dans Transformers: Galaxy Force
- Takuma Ichijô dans Vampire Knight et Vampire Knight Guilty
- Oswald dans Odin Sphere
- Castor dans "07-Ghost